# Seznam ománských pevností
Seznam všech pevností na území státu Omán.
- al-Džalali
- al-Hazm
- al-Chandak
- al-Mintrib
- al-Mirani
- an-Nachal
- Bahla
- Džabrín
- Chasab
- Mirbat
- Nazvá
- Rustak
- Suhár